# 磷钼酸
磷钼酸（英語：Phosphomolybdic acid）也稱為十二钼磷酸，簡稱PMA，是化學式為H3PMo12O40的黃綠色無機化合物，是一種雜多酸，磷钼酸可溶於水及極性的有機溶劑（例如乙醇）。磷钼酸水合物為黃色固體，其中含有28個水分子，分子式為H3PMo12O40·28H2O。

## 製備
磷钼酸可由三氧化鉬和磷酸製備而得。

## 用途
磷钼酸可作為噴霧顯色劑，可偵測鉀、铊、钛、二氧化硫、銫、铈、錫、銣、锑、钒、钯等元素或化合物的存在。
磷钼酸是一種薄层色谱染色的试剂，可以對多酚、碳氫化合物、生物碱和类固醇等物質染色。磷钼酸是生物组织学研究中常用的Masson三色染色法试剂成份之一。
共軛的不飽和化合物會將磷钼酸還原成鉬藍。其顏色的深度會隨染色物質中雙鍵數量的增加而變深。